# Vanessa Djiogap
Vanessa Djiogap Tenguim (* 9. Juli 2001 in Padua) ist eine italienische Handballspielerin. Sie ist sowohl im Hallenhandball wie auch in der Variante Beachhandball italienische Nationalspielerin. Sie spielt auf der Position der rechten Rückraumspielerin, alternativ Rechtsaußen.
Djiogap ist kamerunischer Abstammung. Ihre Schwestern Carelle und Yivana sind ebenfalls Erstligaspielerinnen im italienischen Handball.

## Hallenhandball
Vanessa Djiogap debütierte bei den Frauen in der zweiten italienischen Liga für A.S.D. Pallamano B.Cellini Padova. In der ersten Liga debütierte sie 2019 für den Verein Alì Best Espresso Mestrino und verpasste als Fünftplatzierte nur um einen Rang die Playoffs um die italienische Meisterschaft. In der Saison darauf trat sie für den nunmehrigen Aufsteiger A.S.D. Pallamano B.Cellini Padova und verpasste als Drittletzte um einen Rang den Klassenerhalt.
Djiogap gehörte der U-17-Nationalmannschaft Italiens an. Sie spielte 2017 beim U17-Ersatzturnier für Nicht-EM-Teilnehmer in Klaipėda, Litauen, und wurde dort mit der italienischen U17 Siebte. Später gehörte sie auch der U-19 an. 2019 debütierte sie im Rahmen der EM-Qualifikation für die italienische A-Nationalmannschaft. Sie scheiterte hier ebenso in der Qualifikation wie für die Weltmeisterschaften 2021, wo in den finalen Ausscheidungsspielen gegen Ungarn verloren wurde.

## Beachhandball
Im Beachhandball nahm Djiogap bei den 2018 erstmals an Junioren-Europameisterschaften teil. In Ulcinj spielte sie mit ihrer Mannschaft eine durchwachsene Vorrunde mit zwei Siegen und Niederlagen. Um einen Rang wurde damit die Viertelfinals verpasst. In der Platzierungsrunde gab es danach drei Niederlagen. Am Ende platzierte sich Italien damit auf dem 12. Rang. In sieben Spielen konnte Djiogap 61 Punkte erzielen. In vier Spielen war sie die beste Torschützin Italiens, gegen Spanien erzielte sie mit 15 Punkten ihren Höchstwert in einem Spiel.

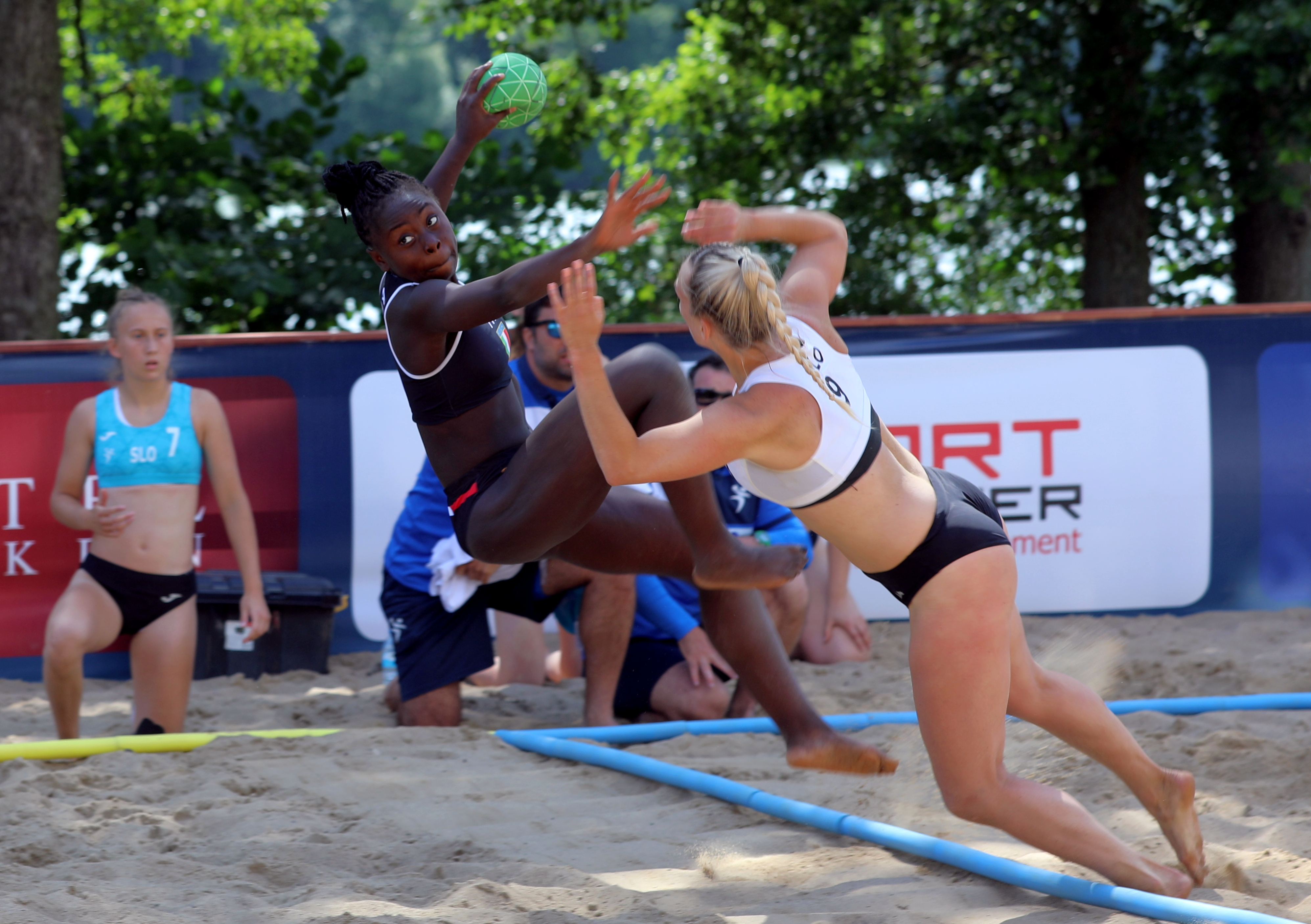
Djiogap beim Torwurf gegen Karmen Gaber im Vorrundenspiel gegen Slowenien bei der EM 2019

Für die Europameisterschaften 2019 im polnischen Stare Jabłonki wurde Djiogap erstmals für ein Turnier in die italienische A-Nationalmannschaft berufen. Mit Slowenien und der Schweiz konnten nur zwei Mannschaften in den vier Gruppenspielen geschlagen werden – gegen die Schweiz war Djigap mit 12 Punkten beste, gegen Slowenien mit 14 Punkten zweitbeste italienische Werferin – und Italien ging mit einer Hypothek von zwei Niederlagen in die Hauptrunde, wo auch die drei weiteren Spiele verloren wurden. Damit waren die Italienerinnen Gruppenletzte und musste in Überkreuz-Spielen um die Ränge zwischen neun und 16 spielen. Auch hier wurde zunächst im Shootout gegen die Türkei verloren, bevor gegen Portugal wieder gewonnen werden konnte. Im abschließenden Spiel um den 13. Platz unterlag Italien Frankreich und belegte den 14. von 20 Mannschaften. Djiogap bestritt neun der zehn Spiele, nur gegen Deutschland kam sie nicht zum Einsatz, und erzielte 49 Punkte. Damit war sie nach Cristina Gheorghe und Valentina Landri gemeinsam mit Giada Babbo drittbeste Werferin ihrer Mannschaft. Hinzu kamen drei Zeit- und eine Spielstrafe, womit sie die aggressivste Spielerin Italiens, einer traditionell sehr fairen Mannschaft, im Turnier war.
Bei den Mittelmeer-Beachgames 2019 in Patras gewann Djiogap mit Italien die Bronzemedaille gegen Tunesien, nachdem Italien im Halbfinale im Shootout an Portugal gescheitert war.